# Anna Mungunda
Anna „Kakurukaze“ Mungunda (* 1932 in Südwestafrika; † 10. Dezember 1959 in Windhoek, ebenda) war eine Aktivistin in der namibischen Unabhängigkeitsbewegung gegen die Besetzung des Landes durch Südafrika.

## Leben
Anna Mungunda gehörte den Herero an. Sie gilt als erste Frau, die in der namibischen Unabhängigkeitsbewegung mitwirkte. Am 10. Dezember 1959 beteiligte sie sich in Windhoek an den Protesten gegen die Zwangsumsiedlung der Bevölkerung des Stadtteils Old Location in das segregierte Wohngebiet Katutura. Sie soll hierbei das Fahrzeug von Windhoeks Bürgermeister Jaap Snyman in Brand gesteckt haben. Während des Aufstandes wurde Mungunda von der Polizei erschossen.
Mungundas Einsatz war der Beginn des Engagements vieler Frauen im antikolonialistischen Widerstand. Der 10. Dezember wurde durch die South-West Africa People’s Organisation (SWAPO) zum Tag der namibischen Frauen erklärt und wurde später im unabhängigen Namibia als Frauentag und Tag der Menschenrechte ein landesweiter Feiertag.

## Ehrungen
Der namibische Staatspräsident Sam Nujoma verlieh Mungunda den offiziellen Heldenstatus. Sie gehörte zu den ersten neun Personen, die ein nachträgliches Staatsbegräbnis auf dem Heldenacker bei Windhoek erhielten. In Katutura wurde eine Straße nach ihr benannt. Außerdem trägt das Fischereischutzboot Anna Kakurukaze Mungunda des namibischen Ministerium für Fischerei und Meeresressourcen ihren Namen.
Die Bezirksverordnetenversammlung Berlin-Mitte gab im April 2018 bekannt, dass der nordöstliche Abschnitt der Petersallee im Afrikanischen Viertel in Anna-Mungunda-Straße umbenannt werden soll und im Jahr 2024 vollzogen. Die Straße war ursprünglich nach dem kolonialistischen Politiker Carl Peters benannt und war zwischenzeitlich dem Widerstandskämpfer Hans Peters umgewidmet worden.